# Vals (novel·la)
|  | Per a altres significats, vegeu «Vals (desambiguació)». |

Vals és una novel·la de l'escriptor Francesc Trabal publicada l'any 1935 dins de la col·lecció "La Mirada" d'edicions Proa. Aquesta obra va rebre el premi Crexells de l'any 1936 i es considera la novel·la més important de Trabal i una de les més innovadores de l'època.

## Tema
El títol de la novel·la, que es pot entendre com una peça musical in crescendo, fa referència a la dansa del vals vienès. De fet en tota l'obra literària de Trabal la música té una gran importància, un aspecte que comparteix amb l'autor anglès Aldous Huxley. En Vals Trabal ens ofereix el retrat d'una alta burgesia culta però inconscient, representada en el protagonista de la novel·la, Zeni, un noi que balla una mena de vals amb un gran nombre de noies, sense poder decidir-se per cap d'elles fins al final tràgic. Zeni és el prototip de l'etern adolescent que no vol créixer o comprometre's i que busca el sentit de la vida en una successió constant de noves relacions amoroses.

## Estructura
La novel·la té una estructura atípica i remarcable perquè es divideix en cinc grans parts –en comptes de capítols més curts– per no trencar el ritme narratiu:
- La primera part, Preludi, introdueix els personatges amb la tipificació d'una colònia d'estiueig.
- La segona part, Invitació al vals, presenta el leitmotiv de la novel·la, partint d'un vals concret.
- La tercera part, Divertiment, es caracteritza per l'erotisme i té com a centre un reguitzell de noies, cadascuna temptadora per a Zeni.
- La quarta part, Vals, enllaça amb la primera part i se situa una altra vegada a l'estiu, amb un Zeni menys innocent, però igualment incapaç de compromís.
- La cinquena part, Final, fa evident la impossibilitat d'una solució i acaba amb la fugida de Zeni a Viena (el lloc d'origin de la dansa «vals»).

## Llenguatge
En la novel·la Trabal utilitza un llenguatge evocador amb un to sovint poètic. Gràcies a l'experiència adquirida com a periodista, el seu estil és àgil amb una gran simplicitat narrativa i fluïdesa. L'escriptura, que a vegades matisa els sentiments fins a la morbositat, fa avinent una afinitat amb l'obra de Marcel Proust. La veu narrativa predominant a Vals és la de la tercera persona.